# Anne Charlotte Robertson
Pour les articles homonymes, voir Robertson.
Anne-Charlotte Robertson est une cinéaste américaine née le 27 mars 1949 à Columbus (Ohio) et morte d'un cancer le 15 septembre 2012 à Framingham (Massachusetts). Elle est considérée comme une pionnière du cinéma expérimental à la première personne.

## Biographie
Anne-Charlotte Robertson a grandi dans une famille de la classe moyenne, de confession protestante. Elle étudie le cinéma à Boston au Massachusetts College of Art and Design où elle est l'élève du grand maître américain du Super 8 Saul Levine. Elle choisit également ce medium qui, à l'époque, était le plus accessible. Elle est aussi influencée par des cinéastes aussi différents que Ed Pincus ou Carolee Schneemann. À partir de 1976, Anne-Charlotte Robertson commence à réaliser des films qui s'inscrivent dans la tradition du journal filmé. Ils nous font partager sa vie intime par un mélange d'essais, de performances et de séquences d'animation. Une œuvre viscérale et obsédante dans laquelle la cinéaste, en se filmant elle-même, a su exorciser les angoisses, obsessions et compulsions liées aux troubles psychiques dont elle souffrait, en abordant de façon inédite l'expérience thérapeutique par le cinéma. Selon la cinéaste, le cinéma est un moyen de guérison, un remède.

## Five Year Diary
Autoportrait monumental, gigantesque corpus d'une durée de 36 heures, divisé en 85 bobines d'une durée de 26 minutes, Five Year Diary est l'œuvre la plus importante de la cinéaste. Elle couvre deux décennies. Dans cette chronique de sa vie quotidienne dans le Massachusetts, Robertson documente sans détour son combat pour survivre face à la dépression. De sombres et intenses monologues intérieurs, teintés çà et là de l'humour et de l'autodérision propre à la conscience qu'avait l'artiste de sa maladie, donnent toute sa profondeur à cette expérience thérapeutique en cinéma.

## Reconnaissance et postérité
Anne-Charlotte Robertson a reçu une Bourse Guggenheim des arts pour les États-Unis et le Canada.
Depuis la mort de la cinéaste qui distribuait ses films elle-même (et qui étaient donc peu vus), son œuvre est numérisée et conservée par The Harvard Film Archive (en).
En 2013, le grand maître américain du Super 8 Saul Levine a réalisé un film en hommage à Anne-Charlotte Robertson : Falling Notes Unleaving (16 mm, 13 minutes.)
Le travail d'Anne Charlotte Robertson a été montré en 2017 à documenta 14.
Anne-Charlotte Robertson fait partie du numéro spécial des Cahiers du cinéma, "Une histoire des réalisatrices" en juillet-août 2019. Hugues Perrot écrit: "Cette fresque du quotidien torturé est un étincelant transport à travers les images d'une vie que Robertson glane chaque jour avec frénésie et angoisse."

## Citation
Jonas Mekas, cinéaste et fondateur de l'Anthology Film Archives, écrit en 1994 dans une lettre à Anne-Charlotte Robertson : « J'étais tellement impressionné par ce que je voyais. Je ne pense pas que c'est moi qui suis un film diarist : c'est toi ! C'est toi ! Je suis très très ému et je ne peux dormir sans y penser. »